# Westbad (München)
A Westbad München uszodája Pasing kerületben. A Westbad egész évben nyitva tart, télen a belső részen egy mély medence várja az úszni tudókat, továbbá egy kisebb a felnőtteknek csúszdával és egy gyermekmedence. Ezen kívül két pezsgőfürdő és egy szauna is található még az épületben. A kinti részen, mely csak nyáron tart nyitva, további két nagy medence található egy másik nagyobb csúszdával.

## Megközelítése
München-Pasing vasútállomástól a 19-es villamossal vagy az 57-es autóbusszal, a belváros felől is szintén ezzel a két járattal. Mindkét esetben a járatról a Westbad megállónál kell leszállni.